# Luther Vandross
Luther Ronzoni Vandross Jr. (New York, 20 april 1951 – Edison (New Jersey), 1 juli 2005), was een Amerikaanse R&B- en soulzanger. Gedurende zijn carrière verkocht hij meer dan 25 miljoen albums en won hij acht Grammy Awards.

## Biografie
Luther Vandross werd geboren in New York. Hij begon zijn carrière in de jaren 70 als achtergrondzanger van onder meer David Bowie,Gregory Hines, Roberta Flack, Carly Simon, Donna Summer, Bette Midler en Barbra Streisand. Hij nam in het midden van diezelfde jaren 70 twee lp's op met de band Luther, waar ook het origineel van "A Brand New Day" uit The Wiz-musical op staat. In het begin van de jaren 80 was hij te horen op de eerste elpee van de groep Change ("Searching" en "Glow of love"). Zijn eerste grote hit kwam van zijn eerste soloalbum, en heette "Never too much".
Hij kreeg acht Grammy Awards. Zijn grootste hit in Nederland en Vlaanderen was Endless Love, een duet met Mariah Carey (cover van Lionel Richie en Diana Ross).
Luther Vandross leed aan diabetes type 2. Op 16 april 2003 kreeg hij een hersenbloeding, waarvan hij nooit meer volledig herstelde. Uiteindelijk overleed hij twee jaar later op 54-jarige leeftijd in een ziekenhuis. In 2014 kreeg hij een postume ster op de Hollywood Walk of Fame.

## Discografie

### Albums
| Album met eventuele hitnotering(en) in de Nederlandse Album Top 100 | Datum van verschijnen | Datum van binnenkomst | Hoogste positie | Aantal weken | Opmerkingen |
| ------------------------------------------------------------------- | --------------------- | --------------------- | --------------- | ------------ | ----------- |
| Never Too Much                                                      | 1981                  |                       | -               | -            |             |
| Forever, For Always, For Love                                       | 1982                  |                       | -               | -            |             |
| Busy Body                                                           | 1983                  |                       | -               | -            |             |
| The Night I Fell In Love                                            | 1985                  |                       | -               | -            |             |
| Give Me The Reason                                                  | 1986                  |                       | -               | -            |             |
| Any Love                                                            | 1988                  |                       | -               | -            |             |
| Power Of Love                                                       | 1991                  | 12-6-1993             | 53              | 6            |             |
| Never Let Me Go                                                     | 1993                  | 12-6-1993             | 53              | 6            |             |
| Songs                                                               | 1994                  | 1-10-1994             | 20              | 14           |             |
| Greatest Hits 1981-1995                                             | 1995                  | 4-11-1995             | 90              | 3            |             |
| The Ultimate                                                        | 1996                  | 19-10-1996            | 61              | 5            |             |
| Your Secret Love                                                    | 1996                  | 19-10-2001            | 61              | 5            |             |
| I know                                                              | 1998                  | -                     |                 |              |             |
| Luther                                                              | 1976                  | -                     |                 |              |             |
| Essential Mixes                                                     | 2010                  | -                     |                 |              |             |
| Luther Vandross                                                     | 2001                  | -                     |                 |              |             |
| Dance With My Father                                                | 2003                  |                       | -               | -            |             |

### Singles
| Single met eventuele hitnotering(en) in de Nederlandse Top 40 | Datum van verschijnen | Datum van binnenkomst | Hoogste positie | Aantal weken | Opmerkingen                                         |
| ------------------------------------------------------------- | --------------------- | --------------------- | --------------- | ------------ | --------------------------------------------------- |
| The Best Things In Life Are Free                              |                       | 25-7-1992             | 24              | 4            | Met Janet Jackson, Bell Biv DeVoe en Ralph Tresvant |
| Endless Love                                                  |                       | 17-9-1994             | 4               | 9            | Met Mariah Carey                                    |